# Phụ Khuông
Phụ Khuông (tiếng Trung: 輔匡; ? - ?), tự Nguyên Bật (元弼), là tướng lĩnh nhà Quý Hán thời Tam Quốc trong lịch sử Trung Quốc.

## Cuộc đời
Phụ Khuông quê ở quận Tương Dương hoặc quận Nam, Kinh Châu. Năm 211, theo Lưu Bị vào Thục, tham gia bình định Tây Xuyên.
Năm 214, Lưu Bị tiếp nhận Tây Xuyên, phong Phụ Khuông làm thái thú Ba quận.
Năm 222, Lưu Bị đông chinh, lấy Phụ Khuông, Phó Dung, Triệu Dung, Liêu Hóa làm biệt đốc, dẫn quân tiên phong đánh vào Hao Đình, Di Lăng, đối chọi với quân Ngô do Lục Tốn chỉ huy. Đến khi bại trận, Phụ Khuông lại theo Lưu Bị rút về đất Thục.
Trong những năm Kiến Hưng (223 - 237), Phụ Khuông thăng chức Trấn Nam tướng quân, có khả năng từng tham gia bình định Nam Trung.
Phụ Khuông về sau chức đến Hữu tướng quân, phong tước Trung hương hầu, tuổi tác cùng địa vị sánh ngang với Lý Nghiêm.

## Nhận xét
Dương Hí nhận xét: Trấn Nam thô cường, giám quân thượng đốc, tịnh dự nhung nhiệm, nhiệm tự phong duệ.

## Trong văn hóa
Phụ Khuông không xuất hiện trong tiểu thuyết Tam quốc diễn nghĩa của La Quán Trung.